# Karanggondang (Pabelan)
Karanggondang is een bestuurslaag in het regentschap Semarang van de provincie Midden-Java, Indonesië. Karanggondang telt 1589 inwoners (volkstelling 2010).